# Бразильсько-кабо-вердіанські відносини
Бразильсько-кабо-вердіанські відносини – двосторонні дипломатичні відносини між Федеративною Республікою Бразилія та Республікою Кабо-Верде. Обидві країни є членами Співдружності португаломовних країн, Групи 77 та Організації Об'єднаних Націй.

## Історія
І Бразилія, і Кабо-Верде були об'єднані протягом трьохсот років як частини Португальської імперії. Будучи частиною Португальської імперії, Кабо-Верде використовувалося як відправна точка під час атлантичної работоргівлі з континентальної Африки до Бразилії.
У 1815-1822 Кабо-Верде управлялося Бразилією під час переїзду португальського двору до Бразилії.
У липні 1975 Кабо-Верде здобуло незалежність від Португалії. У тому ж році Бразилія та Кабо-Верде встановили дипломатичні відносини.
У 1977 обидві країни підписали Базову угоду про співпрацю, а у 1979 обидві країни підписали Договір про дружбу та співробітництво та Угоду про культурне співробітництво.
У 1983 президент Бразилії Жуан Фігейред відвідав Кабо-Верде з офіційним візитом. Також у 1985 відбувся візит до Бразилії президента Кабо-Верде Арістідіша Перейри. З перших візитів відбулися численні візити на високому рівні між лідерами обох країн.
В даний час Кабо-Верде є одним із найбільших партнерів у проектах, розроблених переважно за рахунок коштів Бразильського агентства зі співробітництва. Країна також скористалася можливостями, що надаються програмою студентської угоди для студентів та аспірантів, і щороку спрямовує сотні студентів до Бразилії. Дипломати та військові з Кабо-Верде також традиційно відвідують навчальні курси у Бразилії.
Між обома країнами проводить прямі рейси авіакомпанія Cabo Verde Airlines.

## Візити на високому рівні
Візити високого рівня з Бразилії до Кабо-Верде.
- Президент Жуан Фігейреду (1983)
- Президент Жозе Сарней (1986)
- Президент Луїс Інасіу Лула да Сілва (2004, 2010)
- Міністр закордонних справ Мауро Вієйра (2015)
- Міністр закордонних справ Жозе Серра (2016)
- Президент Мішель Темер (2018)
- Міністр закордонних справ Ернесто Араухо (2019)

Візити високого рівня з Кабо-Верде до Бразилії.
- Президент Арістідіш Перейра (1985, 1987, 1990)
- Президент Антоніу Машкареньяш Монтейру (1992)
- Президент Педру Піреш (2002, 2003, 2005, 2006, 2007)
- Прем'єр-міністр Жозе Марія Невеш (2003, 2005, 2009)
- Міністр закордонних справ Хорхе Альберту да Сілва Борхес (2012)

## Дипломатичні місії
- Бразилія має посольство в Праї[2].
- Кабо-Верде має посольство в Бразиліа.